# Abdullah at-Tall
Abdullah at-Tall (arabisch عبد الله التل, DMG ʿAbd Allāh at-Tall; auch Al-Tal; * in Irbid; † 1973) war ein transjordanischer Oberstleutnant der Arabischen Legion. Er war als Kommandeur der Legionsstreitkräfte in Jerusalem am Palästinakrieg 1948 beteiligt.

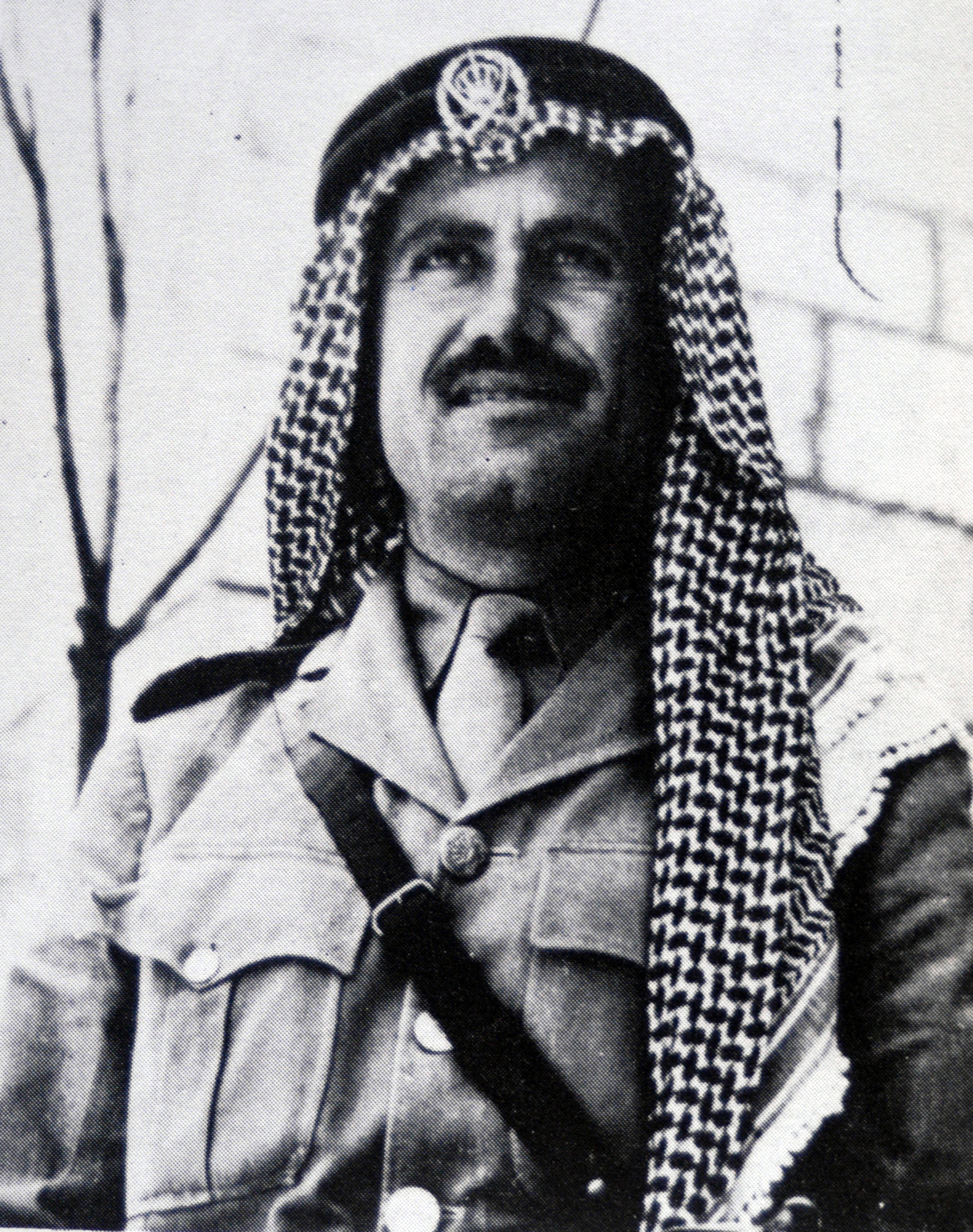
Abdullah at-Tall, 1948

## Leben
Im Zuge der pan-arabischen Invasion mit dem Ziel der Zerstörung des entstehenden Staates Israel rückte die Arabische Legion von Osten über den Jordan. König Abdallah ibn Husain I. hatte grundsätzlich kein Eingreifen der Truppen in Jerusalem vorgesehen, ließ sich aber dann von palästinensischen Notablen der Stadt überzeugen. Der Befehl ging an da 6. Bataillon der Legion unter at-Talls Kommando. at-Tall und seinen Truppen gelang es die mehrheitlich arabische Altstadt effektiv zu verteidigen und das jüdische Viertel innerhalb der Altstadt abzuschneiden und zur Aufgabe zu zwingen. Damit waren die Kämpfe in der Stadt bis auf Artilleriebeschuss und gelegentliche Nadelstiche beendet.

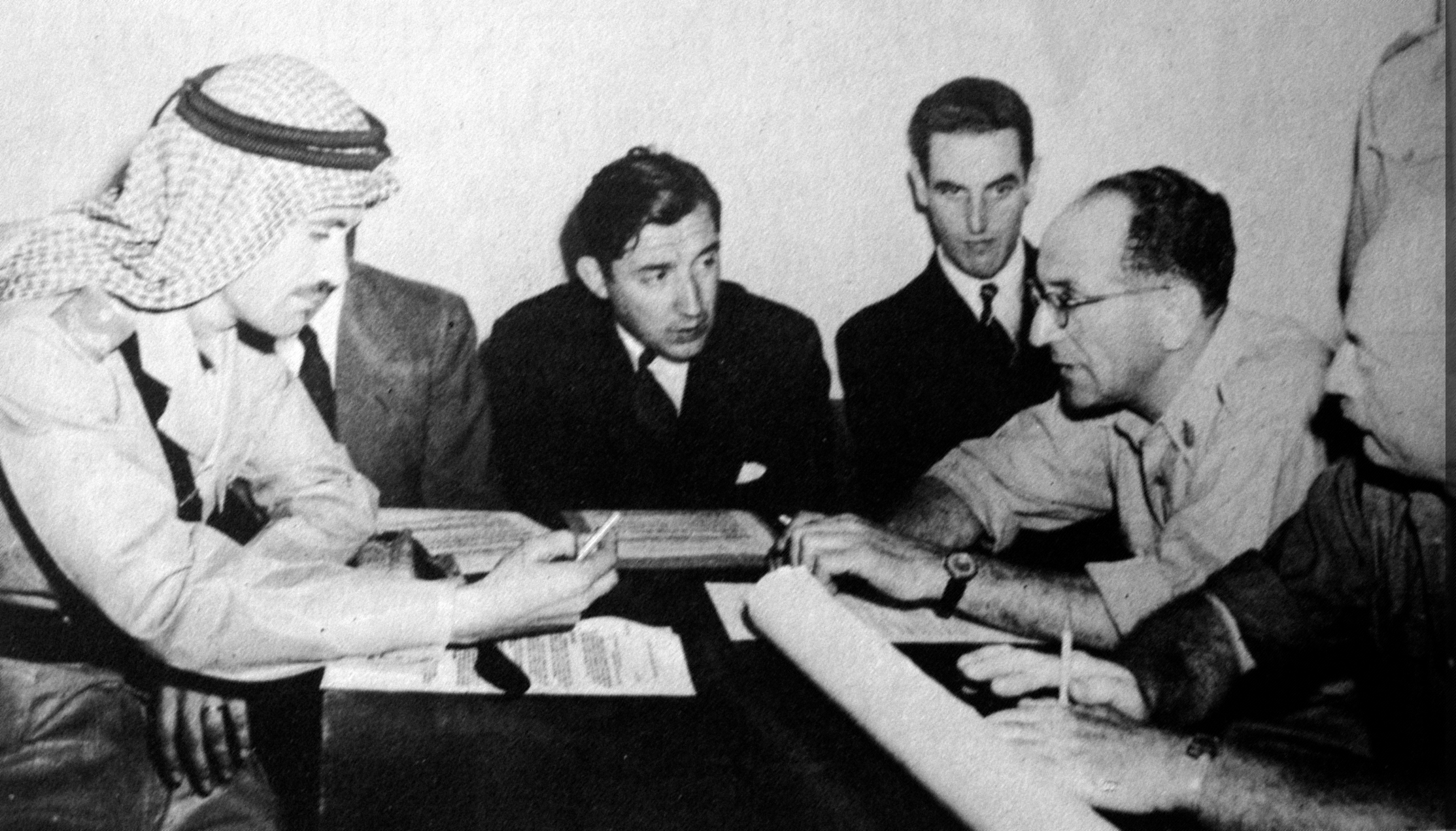
Abdullah at-Tall in Verhandlungen mit David Shaltiel, 1948

Abdullah at-Tall wurde von König Abdallah ibn Hussein I. als Militärgouverneur in Ostjerusalem eingesetzt und war an geheimen Waffenstillstandsgesprächen mit israelischen Abgesandten beteiligt.
Nach der Ermordung des jordanischen Königs Abdallah wurde at-Tall in Abwesenheit zum Tode verurteilt, da ihm vorgeworfen wurde an der Verschwörung zur Ermordung des Staatsoberhaupts beteiligt gewesen zu sein. at-Tall hatte sich bereits vor dem Attentat nach Kairo abgesetzt. at-Tall publizierte in seinen Memoiren Berichte über die Waffenstillstandsverhandlungen und kritisierte den König im Geiste des Arabischen Nationalismus für seine angeblich zu versöhnliche Position gegenüber Israel während des Krieges.
at-Tall wurde 1967 begnadigt und nahm einen Verwaltungsposten in Amman an.